# Isla Alite
La isla Alite es una isla de las Islas Salomón; Está ubicado en la provincia de Malaita. La elevación estimada del terreno sobre el nivel del mar es de 6 metros.